# Kryptonlaser
Een kryptonlaser is een ionlaser, waarbij het actief medium uit krypton bestaat.
De kryptonlaser werkt het efficiëntst in het rode licht maar kan ook werken bij groen en blauw, mits er gebruik wordt gemaakt van andere spiegels. Toepassingen zijn: pompen van kleurstoflasers, meettechniek, holografie, lasershows.